# Copa América 1941
De Copa América 1941 (eigenlijk Zuid-Amerikaans voetbalkampioenschap 1941, want de naam Copa América wordt pas vanaf 1975 gedragen) was een toernooi gehouden in Santiago, Chili van 2 februari tot 4 maart 1941.
De deelnemende landen waren Argentinië, Chili, Ecuador, Peru en Uruguay. Bolivia, Brazilië, Colombia en Paraguay trokken zich terug.

## Deelnemende landen
| Land       | Aantal deelnames | Huidig aantal deelnames op rij | Vorige deelname |
| ---------- | ---------------- | ------------------------------ | --------------- |
| Argentinië | 15de             | 1                              | 1937            |
| Chili (g)  | 11de             | 4                              | 1939            |
| Ecuador    | 2de              | 2                              | 1939            |
| Peru (t)   | 6de              | 6                              | 1939            |
| Uruguay    | 15de             | 7                              | 1939            |

- (g) = gastland
- (t) = titelverdediger

## Stadion
| Santiago                            | · Santiago |
| Estadio Nacional Capaciteit: 70.000 | · Santiago |
|                                     | · Santiago |

## Scheidsrechters
De organisatie nodigde in totaal 4 scheidsrechters uit voor 10 duels. Tussen haakjes staat het aantal gefloten duels tijdens de Copa América 1941.

## Eindstand
| Land       | Wed | Win | Gel | Ver | DV | DT | +/− | Pnt |
| ---------- | --- | --- | --- | --- | -- | -- | --- | --- |
| Argentinië | 4   | 4   | 0   | 0   | 10 | 2  | +8  | 8   |
| Uruguay    | 4   | 3   | 0   | 1   | 10 | 1  | +9  | 6   |
| Chili      | 4   | 2   | 0   | 2   | 6  | 3  | +3  | 4   |
| Peru       | 4   | 1   | 0   | 3   | 5  | 5  | 0   | 2   |
| Ecuador    | 4   | 0   | 0   | 4   | 1  | 21 | –20 | 0   |

## Wedstrijden
Elk land moest één keer tegen elk ander land spelen. De puntenverdeling was als volgt:
- Twee punten voor winst
- Eén punt voor gelijkspel
- Nul punten voor verlies

|                                    |                                                  |       |         |                                                                  |
| 2 februari 1941 «onderlinge duels» | Chili                                            | 5 – 0 | Ecuador | Estadio Nacional, Santiago Scheidsrechter: José Bartolomé Macías |
| 2 februari 1941 «onderlinge duels» | Toro 10' Sorrel 18', 78' Pérez 25' Contreras 43' |       |         | Estadio Nacional, Santiago Scheidsrechter: José Bartolomé Macías |

|                                    |                                                               |       |         |                                                           |
| 9 februari 1941 «onderlinge duels» | Uruguay                                                       | 6 – 0 | Ecuador | Estadio Nacional, Santiago Scheidsrechter: Alfredo Vargas |
| 9 februari 1941 «onderlinge duels» | Rivero 9', 23', 87' Gambetta 16' Porta 39' Laurido 75' (e.d.) |       |         | Estadio Nacional, Santiago Scheidsrechter: Alfredo Vargas |

|                                    |           |       |      |                                                                  |
| 9 februari 1941 «onderlinge duels» | Chili     | 1 – 0 | Peru | Estadio Nacional, Santiago Scheidsrechter: José Bartolomé Macías |
| 9 februari 1941 «onderlinge duels» | Pérez 20' |       |      | Estadio Nacional, Santiago Scheidsrechter: José Bartolomé Macías |

|                                     |                |       |              |                                                           |
| 12 februari 1941 «onderlinge duels» | Argentinië     | 2 – 1 | Peru         | Estadio Nacional, Santiago Scheidsrechter: Alfredo Vargas |
| 12 februari 1941 «onderlinge duels» | Moreno 2', 72' |       | Socarraz 53' | Estadio Nacional, Santiago Scheidsrechter: Alfredo Vargas |

|                                     |                                            |       |            |                                                          |
| 16 februari 1941 «onderlinge duels» | Argentinië                                 | 6 – 1 | Ecuador    | Estadio Nacional, Santiago Scheidsrechter: Aníbal Tejada |
| 16 februari 1941 «onderlinge duels» | Marvezzi 3', 17', 28', 39', 59' Moreno 30' |       | Freire 47' | Estadio Nacional, Santiago Scheidsrechter: Aníbal Tejada |

|                                     |                          |       |       |                                                                  |
| 16 februari 1941 «onderlinge duels» | Uruguay                  | 2 – 0 | Chili | Estadio Nacional, Santiago Scheidsrechter: José Bartolomé Macías |
| 16 februari 1941 «onderlinge duels» | Cruche 35' Chirimini 78' |       |       | Estadio Nacional, Santiago Scheidsrechter: José Bartolomé Macías |

|                                     |                                         |       |         |                                                                   |
| 23 februari 1941 «onderlinge duels» | Peru                                    | 4 – 0 | Ecuador | Estadio Nacional, Santiago Scheidsrechter: Víctor Francisco Rivas |
| 23 februari 1941 «onderlinge duels» | T. Fernández 25', 32', 48' Vallejas 36' |       |         | Estadio Nacional, Santiago Scheidsrechter: Víctor Francisco Rivas |

|                                     |            |       |         |                                                           |
| 23 februari 1941 «onderlinge duels» | Argentinië | 1 – 0 | Uruguay | Estadio Nacional, Santiago Scheidsrechter: Alfredo Vargas |
| 23 februari 1941 «onderlinge duels» | Sastre 53' |       |         | Estadio Nacional, Santiago Scheidsrechter: Alfredo Vargas |

|                                     |                         |       |      |                                                                  |
| 26 februari 1941 «onderlinge duels» | Uruguay                 | 2 – 0 | Peru | Estadio Nacional, Santiago Scheidsrechter: José Bartolomé Macías |
| 26 februari 1941 «onderlinge duels» | Riephoff 37' Varela 70' |       |      | Estadio Nacional, Santiago Scheidsrechter: José Bartolomé Macías |

|                                 |            |       |       |                                                          |
| 4 maart 1941 «onderlinge duels» | Argentinië | 1 – 0 | Chili | Estadio Nacional, Santiago Scheidsrechter: Aníbal Tejada |
| 4 maart 1941 «onderlinge duels» | García 71' |       |       | Estadio Nacional, Santiago Scheidsrechter: Aníbal Tejada |

|                      |
| Vlag van Argentinië  |
| ARGENTINIË 6de titel |

## Doelpuntenmakers
5 doelpunten
- Marvezzi

3 doelpunten
- Moreno
- T. Fernández
- Rivero

2 doelpunten
- Pérez
- Sorrel

1 doelpunt
- García
- Sastre
- Contreras
- Toro
- Freire

- Socarraz
- Vallejas
- Chirimini
- Cruche
- Gambetta

- Varela
- Porta
- Riephoff

Eigen doelpunt
- Laurido (Tegen Uruguay)

1916 · 
1917 · 
1919 · 
1920 · 
1921 · 
1922 · 
1923 · 
1924 · 
1925 · 
1926 · 
1927 · 
1929 · 
1935 · 
1937 · 
1939 · 
1941 · 
1942 · 
1945 · 
1946 · 
1947 · 
1949 · 
1953 · 
1955 · 
1956 · 
1957 · 
1959 · 
1959 · 
1963 · 
1967 · 
1975 · 
1979 · 
1983 · 
1987 · 
1989 · 
1991 · 
1993 · 
1995 · 
1997 · 
1999 · 
2001 · 
2004 · 
2007 · 
2011 · 
2015 · 
2016 ·
2019 ·
2021 ·
2024